# Jan Villerius
Johannes Villerius, detto Jan (Rotterdam, 8 febbraio 1939 – Rotterdam, 7 maggio 2013), è stato un calciatore olandese, di ruolo difensore centrale o centrocampista e professionalmente in attività tra la metà degli anni cinquanta e la fine degli anni sessanta.
Giocò per il Xerxes, lo Sparta Rotterdam (con il quale vinse anche un campionato) e l'ADO Den Haag, totalizzando oltre 350 presenze in gare professionistiche. Al suo attivo, si conta anche una presenza in nazionale.
Terminata la carriera agonistica, fu allenatore di squadre amatoriali.

## Carriera

### Club
Inizia la propria carriera di calciatore calciatore professionista nella metà degli anni cinquanta con la maglia dello Xerxes Rotterdam.
Nel 1958, viene ingaggiato dallo Sparta Rotterdam.
Con la maglia biancorossa gioca tre stagioni, diventando subito campione d'Olanda.
Nel 1961, passa all'ADO Den Haag, con cui disputa oltre 300 gare (di cui 206 in campionato), sotto la guida dapprima di Rinus Loof e poi di Ernst Happel.
Con la compagine gialloverde, con cui dal 1964 al 1965 forma assieme ad Aad Mansveld il duo di difensori centrali, mette a segno anche 2 reti: una la realizza il 12 gennaio 1964 nel 2-2 con l'FC Volendam, l'altra il 25 aprile 1965 nel 2-0 casalingo con l'Heracles Almelo.
Nell'estate 1967, con l'ADO Den Haag nelle vesti del San Francisco Golden Gate Gales, disputa l'unica edizione del campionato dell'United Soccer Association, lega calcistica nordamericana che poteva fregiarsi del titolo di campionato di Prima Divisione su riconoscimento della FIFA, nel 1967: quell'edizione della Lega fu disputata utilizzando squadre europee e sudamericane in rappresentanza di quelle della USA, che non avevano avuto tempo di riorganizzarsi dopo la scissione che aveva dato vita al campionato concorrente della National Professional Soccer League. I Golden Gate Gales non superarono le qualificazioni per i play-off, chiudendo la stagione al secondo posto della Western Division.
Si ritira nel 1968.

### Nazionale
Il 14 ottobre 1962 fa il proprio debutto in nazionale (in quello che sarebbe poi stato anche il suo unico incontro con la maglia arancione), in una gara amichevole persa per 2-0. ad Anversa con il Belgio